# Lotario I di Stade
Lotario I (840 – 2 febbraio 880) fu un conte di Stade, probabilmente discendente del leader sassone Vitichindo.

## Biografia
Lotario fu uno dei dodici conti uccisi nella battaglia della landa di Luneburgo che vide lo scontro tra l'esercito di Luigi III di Francia contro la grande armata danese. Questa battaglia è stata documentata negli annali di Fulda. La Chiesa cattolica riconosce i morti come i martiri di Ebsdorf, la cui festa è il 2 febbraio. 

## Matrimonio e figli
Lotario sposò Oda di Sassonia, forse figlia di Liudolfo, duca di Sassonia. Lotario e Oda ebbero un figlio: 
- Lotario II, conte di Stade, il quale successe al padre.